# John Samis
John Clouston Samis (* 15. November 1918 in Swift Current; † 18. Juli 2010) war ein kanadischer Badmintonspieler.

## Karriere
John Samis wurde 1938 kanadischer Meister im Herreneinzel. Seine Karriere wurde danach durch den Zweiten Weltkrieg jäh unterbrochen. Jedoch gelang es ihm auch nach der Wiederaufnahme der Titelkämpfe, zwei weitere Meisterschaften im Herreneinzel 1947 und 1948 zu gewinnen. Im September 2009 wurde er in die Canadian Badminton Hall of Fame aufgenommen, nachdem er schon 1972 in die BC Sports Hall of Fame aufgenommen wurde.

## Sportliche Erfolge
| Saison | Veranstaltung                 | Disziplin    | Platz | Name                        |
| ------ | ----------------------------- | ------------ | ----- | --------------------------- |
| 1938   | Kanada: Einzelmeisterschaften | Herreneinzel | 1     | John Samis                  |
| 1938   | Kanada: Einzelmeisterschaften | Herrendoppel | 1     | Bob Pentland / John Samis   |
| 1939   | Kanada: Einzelmeisterschaften | Herreneinzel | 2     | John Samis                  |
| 1947   | Kanada: Einzelmeisterschaften | Herreneinzel | 1     | John Samis                  |
| 1947   | Kanada: Einzelmeisterschaften | Herrendoppel | 1     | Jack Underhill / John Samis |
| 1949   | Kanada: Einzelmeisterschaften | Herreneinzel | 1     | John Samis                  |